# 池田政行
池田 政行（いけだ まさゆき）は、江戸時代後期の旗本。通称は采女、主殿。

## 略歴
天明2年（1788年）、今治藩主松平定休の六男として誕生。幼名は千之助。
文化元年（1804年）、旗本池田政富の婿養子となる。文化2年（1805年）、11代将軍徳川家斉に御目見する。文化4年（1807年）、養父政富の隠居により家督と3000石の知行を相続し、寄合となる。文化7年（1810年）に火事場見廻役を務め、文化10年（1813年）には寄合肝煎となる。文化14年（1817年）に病により寄合肝煎を辞職する。
文政2年（1819年）死去。家督は嫡男の政和が相続した。次男の勝道は実家の今治藩松平家の養子として迎えられ家督を継いだ。

## 系譜
- 父：松平定休（1752-1820）
- 母：不詳
- 養父：池田政富（?-1812）
- 正室：奉子 - 池田政富の養女、池田定常の娘
  - 嫡男：池田政和（1811-1865）
- 継室：清子 - 松平正明の娘
  - 次男：松平勝道（1813-1866） - 松平定芝の婿養子
  - 女子：上杉義正室
  - 女子：戸田氏著室
  - 女子：松平定正室